# Bitwa pod Zasławiem (1920)

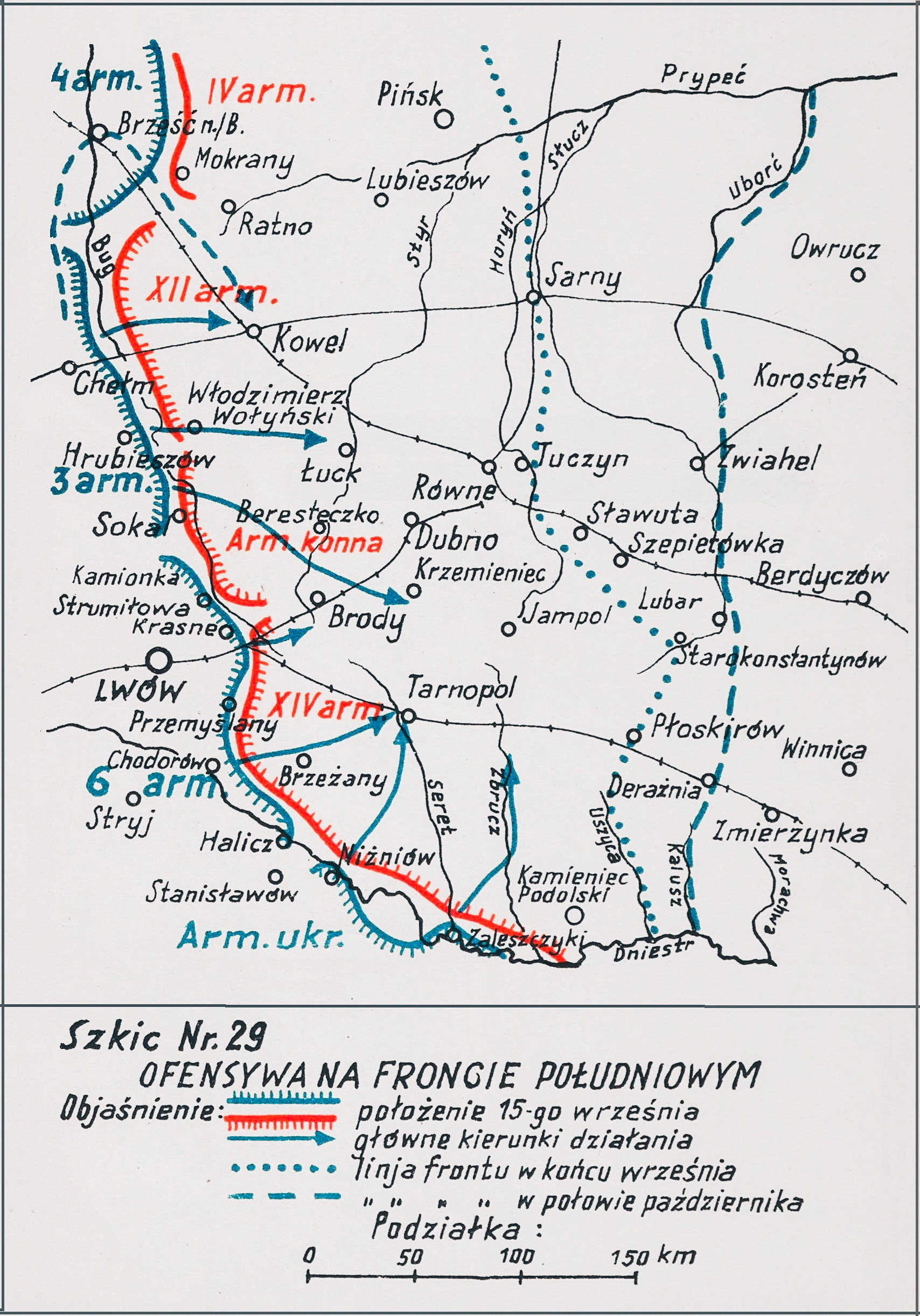
Adam Przybylski,
Wojna Polska 1918–1921

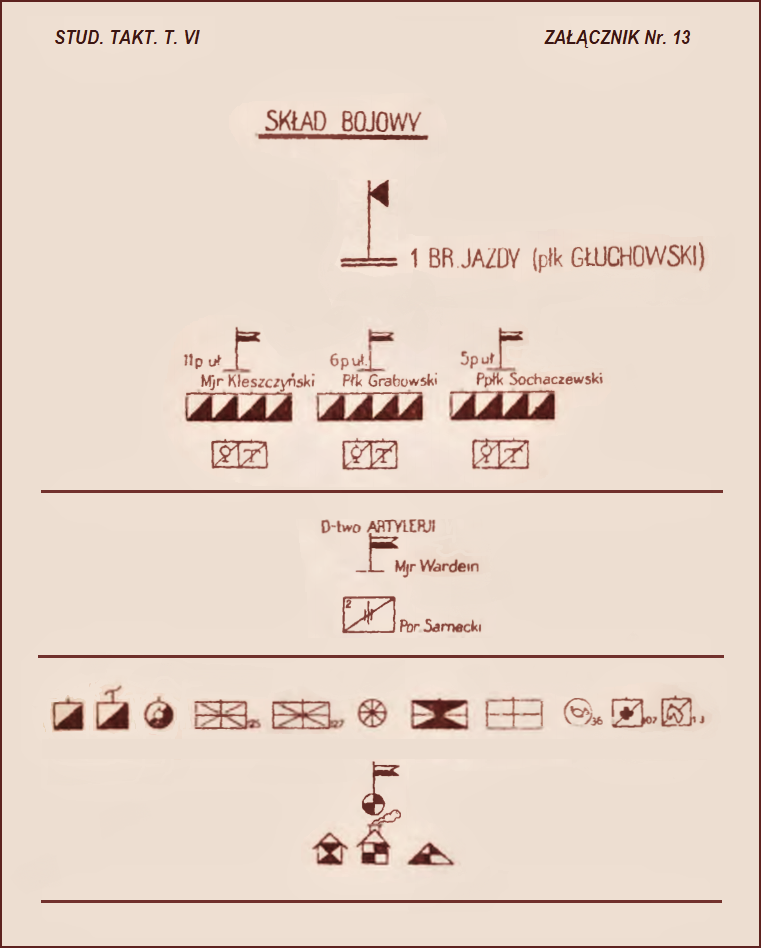
Skład bojowy 1 Brygady Jazdy

Bitwa pod Zasławiem – walki polskiej 1 Brygady Jazdy płk. Janusza Głuchowskiego z sowieckimi oddziałami: 24 Dywizji Strzelców komdywa Kozyriewa, 47 Dywizji Strzelców komdywa Timofieja Krugliakowa oraz Baszkirskiej Brygady Kawalerii w czasie ofensywy jesiennej wojsk polskich na Ukrainie, w okresie wojny polsko-bolszewickiej.

## Geneza
2 września, jeszcze w czasie walk pod Zamościem, Naczelne Dowództwo Wojska Polskiego zdecydowało, iż 3. i 6 Armia, po stosownym przegrupowaniu, około 10 września podejmą większą akcję zaczepną w kierunku wschodnim celem „nie tylko odrzucenia nieprzyjaciela poza granice Małopolski, lecz także rozbicia i zdezorganizowania jego sił tak, aby później można było utrzymać front przy użyciu słabych sił własnych". 6 Armia gen. Roberta Lamezan-Salinsa miała rozbić nieprzyjaciela znajdującego się między rzekami Gniła Lipa i Zbrucz, spychając go w kierunku północno-wschodnim w rejon działań 3 Armii, przy jednoczesnym odcięciu mu dróg odwrotu na Tarnopol. 
15 września 6 Armia przystąpiła do ofensywy. Pod nowym dowództwem gen. Stanisława Hallera oddziały polskiej armii uzyskały powodzenie operacyjne, a po trzech dniach walk sowiecka 14 Armia komarma Michaiła Mołkoczanowa rozpoczęła pospieszny odwrót. Część sił sowieckich znalazła się w rejonie Zasławia. Drogą Kłębówka – Topory na południowy wschód wycofywała się 24 Dywizja Strzelców komdywa Kozyriewa, która straciła swoją 70 Brygadę pod Hulowcami, a drogą z Zasławia na Wołkowce maszerowała 47 Dywizja Strzelców. W tej sytuacji dowódca 6 Armii nakazał zniszczenie wojsk przeciwnika gromadzących się w rejonie Zasławia. Dla przyspieszenia pościgu została utworzona grupa operacyjna płk. Stanisława Burharta-Bukackiego w składzie: 8 Dywizja Piechoty i 1 Brygada Jazdy, z zadaniem kierowania się wzdłuż Horynia na Zasław.

## Walczące wojska
| Jednostka                      | Dowódca                     | Podporządkowanie   |
| Wojsko Polskie                 |                             |                    |
| dowództwo 1 Brygady Jazdy      | płk Janusz Głuchowski       | 8 Dywizja Piechoty |
| → 5 pułk ułanów                | ppłk Stanisław Sochaczewski | 1 Brygada Jazdy    |
| → 6 pułk ułanów                | ppłk Stefan Grabowski       | 1 Brygada Jazdy    |
| → 11 pułk ułanów               | mjr Edward Kleszczyński     | 1 Brygada Jazdy    |
| 2/1 dywizjonu artylerii konnej |                             | 1 Brygada Jazdy    |
| Armia Czerwona                 |                             |                    |
| oddziały 24 Dywizji Strzelców  | komdyw Kozyriew             | 12 Armia           |
| oddziały 47 Dywizji Strzelców  | komdyw Timofiej Krugliakow  | 14 Armia           |
| Baszkirska Brygada Kawalerii   | kombrig Aleksandr Gorbatow  | 12 Armia           |

## Działania wojsk
Działania przed bitwą
Aby nie pozwolić nieprzyjacielowi oderwać się od ścigających wojsk, dowódca 1 Brygady Jazdy płk Janusz Głuchowski otrzymał rozkaz osiągnąć rejon Jampol – Pańkowce, obsadzić wszystkie przeprawy na Horyniu i zniszczyć oddziały sowieckie napotkane na prawym brzegu rzeki. O 8:30 22 września 1 Brygada Jazdy rozpoczęła marsz. Awangardę stanowił 11 pułk ułanów pod dowództwem mjr. Edwarda Kleszczyńskiego. 
Około 17:00 rejon Jampola osiągnęły siły główne 1 Brygady Jazdy. Koncentracja oddziałów brygady do kolejnego natarcia wyznaczona została na godzinę 9:00 23 września w Szczurowcach. W tym czasie dowódca 1 Brygady Jazdy płk Janusz Głuchowski dysponował 5., 6. i 11 pułkiem ułanów oraz 2 baterią 1 dywizjonu artylerii konnej, liczących około 1070 żołnierzy uzbrojonych w 4 działa i 31 ckm-ów. Brygada otrzymała zadanie nawiązania łączności taktycznej z kierującą się na Zasław od strony Ostroga 1 Dywizją Jazdy płk. Juliusza Rómmla. O 2:50 dowódca 1 Brygady Jazdy płk Głuchowski wydał zarządzenie bojowe, które brzmiało: 6 pułk ułanów, idąc drogą Michnów – Szczurowce o godzinie 8-ej rano stanie czołem kolumny w m. Szczurowce. 5 pułk ułanów, stanie o godzinie 6.30 jeden km na wschód od Białogródki, na drodze Białogródka – Teleżyńce. 11 pułk ułanów dołączy o godzinie 6.30 do kolumny 5 p.uł. Dowództwo brygady za kolumną 5 pułku ułanów. Dalsze rozkazy bojowe otrzymają dowództwa pułków w Szczurowcach. Osobnym zarządzeniem, na kierunki planowanych działań, wysłane zostały elementy rozpoznawcze.
Rano w Szczurowcach przeprowadzona została odprawa z dowódcami pułków i baterii. Dowódca brygady postawił następujące zadania: Pułk 5 ułanów posuwa się dalej ze Szczurowiec na Zasław do wzgórz na północ od Szczurowiec. Osiągnąwszy wzgórza, pod ich przykryciem posuwa się na Topory, gdzie przetnie drogę kolumnie nieprzyjacielskiej. Pułk 6 ułanów za 5 pułkiem do wzgórza na północ od Szczurowiec, gdzie, wyzyskując wzgórze, ostrzela ogniem karabinów maszynowych kolumnę nieprzyjacielską, po czym uderzy na nią trzema szwadronami; czwarty szwadron w drugim rzucie. Bateria z 6 pułkiem, pozycja pod wzgórzem, ogień niezwłocznie, zwłaszcza na nieprzyjacielską artylerię. 11 pułk ułanów odwód we wsi Szczurowce.
Walki pod Zasławiem
Około 11:15, idący w awangardzie 6 pułk ułanów, wsparty ogniem plutonu 2 baterii 1 dywizjonu artylerii konnej, ruszył do ataku na obsadzoną przez oddziały 24 Dywizji Strzelców wieś Kłębówka i nasyp toru kolejowego Kłębówka – Zasław. 3 szwadron rotmistrza Kazimierza Grocholskiego po wyjściu ze Szczurowiec zajął nakazane wzgórze i maszerował rozwinięty w tyralierze w kierunku północnym po zachodniej stronie drogi. 
W tym czasie 2 szwadron z rotmistrzem Witoldem Cieślińskim szarżował na skrzydło umocnionej pozycji nieprzyjaciela, działając na wschodniej stronie drogi. 1 szwadron pod dowództwem rotmistrza Eugeniusza Kownackiego działał bardziej na zachód od spieszonego 3 szwadronu. Dwa plutony 4 szwadronu i pluton karabinów maszynowych ubezpieczały baterię artylerii konnej, która wspierała 3 szwadron. Po wykonaniu zadania bliższego 3 szwadron dosiadł koni i szarżował w ślad za 2 szwadronem. Pojawienie się polskich ułanów wywołało zamieszanie wśród czerwonoarmistów zajmujących stanowiska za torem kolejowym, a szarża zakończyła się rozbiciem nieprzyjaciela po krótkiej walce wręcz. Część sowieckich strzelców poddała się, a cześć wycofała do pobliskiego lasu.
Podczas gdy 6 pułk ułanów z powodzeniem walczył pod Kłębówką, płk Głuchowski skierował 5 pułk ułanów płk. Stanisława Sochaczewskiego na kierunek Topory – Pryputnie, z zadaniem odcięcia nieprzyjacielowi odwrotu na Starokonstantynów. Pod Toporami 5 pułk ułanów został ostrzelany przez inne oddziały 24 Dywizji Strzelców. Ułani cofnęli się, a następnie pod osłoną wzgórza rozwinęli do szarży. 1 szwadron uderzył od północy, a pozostałe szwadrony od zachodu. Sowieci, nie podejmując walki, cofnęli się w stronę wsi Toporczyki i tam zaczęli organizować obronę. Doszło do walki wręcz, w której polska kawaleria szybko zyskała zdecydowaną przewagę nad piechurami.
W międzyczasie na południe od Szczurowców pojawiła się Baszkirska Brygada Kawalerii. Przeciw liczącej około 500 Kozaków brygadzie płk Głuchowski skierował odwodowy 11 pułk ułanów. Szarża trzech szwadronów pułku, liczących w sumie około 250 ułanów, zmusiła dwukrotnie liczniejszą brygadę do odwrotu w kierunku Starokonstantynowa. Porażka Baszkirskiej BK wywołała zamieszanie w zbliżających się do pola bitwy pod Zasławiem kolumnach 47 Dywizji Strzelców. Wykorzystując powodzenie, 5 pułk ułanów przegrupował siły i ruszył do nowej szarży. Kolejna szarża spowodowała, że Sowieci rozpoczęli odwrót na całym froncie. Skupili się tylko na zabezpieczeniu dostępu do przepraw na Horyniu. Częścią sił obsadzili trakt na Szepietówkę. Traktem tym wycofały się główne siły 47 Dywizji Strzelców. Wyczerpana bojem 1 Brygada Jazdy nie była już w stanie zorganizować kolejnego natarcia. Sowiecka 14 Armia prowadziła szybki odwrót za Zbrucz. 24 września zajęła rubież: Stara Uszyca nad Dniestrem – Zinków – Płoskirów – Nikołajew – Starokonstantynów – Łabuń.

Komunikat prasowy Sztabu Generalnego z 28 września 1920 donosił:

W walkach pod Zasławiem w dniu 24 b. m. nasza 1-sza brygada jazdy wzięła przeszło 2 000 jeńców, 32 karabiny maszynowe i 3 działa.

## Bilans walk
W bitwie pod Zasławiem 1 Brygada Jazdy płk. Janusza Głuchowskiego pokonała kilkakrotnie liczniejsze oddziały sowieckie i skutecznie zdezorganizowała odwrót 14 Armii. Sukces okupiła stratą około 40 poległych i rannych. Sowieci stracili około 450 zabitych i rannych, a do niewoli dostało się 2680 czerwonoarmistów. Polacy zdobyli trzy działa i 35 ciężkich karabinów maszynowych.
5 pułk ułanów na pamiątkę brawurowej szarży nosił nazwę „Zasławski” i w dniu 23 września obchodził święto pułkowe.
Spośród żołnierzy 6 pułku ułanów w szarży pod Zasławiem wyróźnili się rotmistrz Witold Cieśliński, podporucznik Witold Sulimirski, plutonowy Zygmunt Szpiegel i ułan Franciszek Gnyp.